# 凝視
凝視（英語：gaze；法語：regard）是心理學及文化研究中的一個用語。該用語原來僅為注視的意思，但由幾位研究者用於研究中而賦與更深的意義。
拉岡在1978年的《精神分析的四個基本觀念》中，將凝視定義為自我和他者之間的鏡映關係，即他人看待自己的眼光折射之後，構成了人自己的再現。他並用此概念，來說明男人和其凝視客體女人之間的關係；莫薇進一步將拉岡的概念用於攝影和電影，認為在電影中女人受到男性觀眾的凝視，因而女性演員會以受到這種父權式期待的方式（如展現溫柔、性感）來展現自己；而福柯則在《臨床醫學的誕生》和《規訓與懲罰》兩著作中，把凝視視為某種「建制化」的過程，如醫療和監獄體系，都是把原本不清楚的事物變為清楚可見，因而易於加以掌控、監督、管理，這種凝視作為一種工具，成為現代社會知識體系霸權的一部分。
除這幾位學者之外，女性主義和后殖民主义都曾進一步發展修正此一概念。